# Monte Thor
El monte Thor, también conocido como Thor Peak, es una montaña con una elevación de 1675 m situada en el Parque nacional Auyuittuq, en Canadá, y a 46 km al noreste de Pangnirtung. Es conocida por ser la montaña con mayor caída vertical de la Tierra (1250 m), con un ángulo promedio de 105°, es decir, 15º por encima de la vertical. El primer acesso a dicha montaña se realizó en 1953 por un equipo del Instituto Ártico de América del Norte, liderado por Hans Weber, J. y F. Rothlisberger Schwarzenbach.

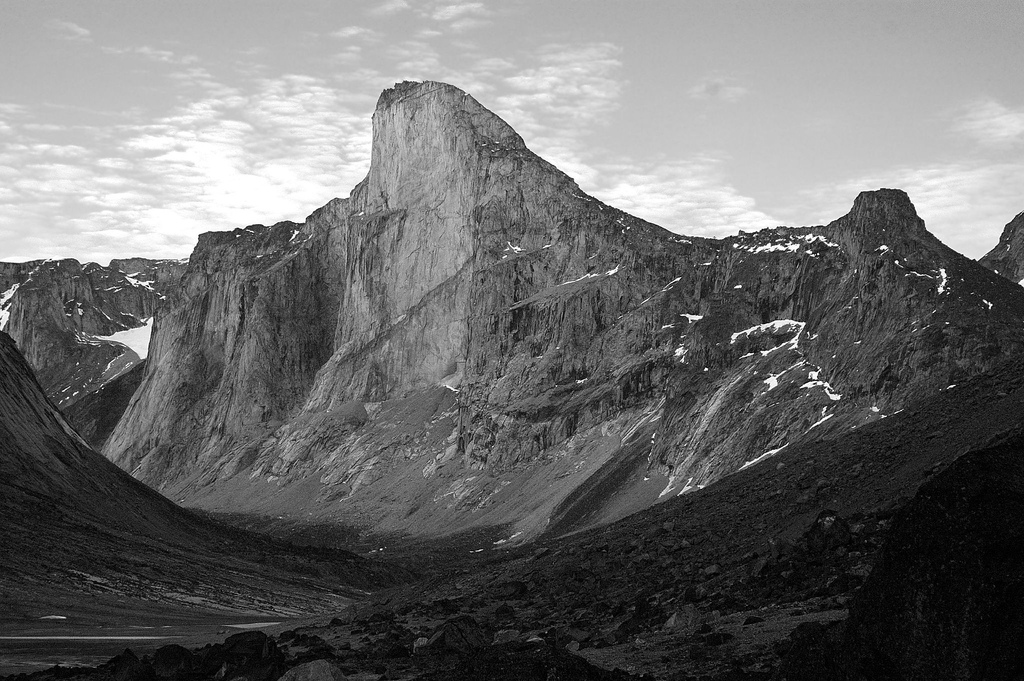
Monte Thor

El monte Thor forma parte de los montes Baffin, y estos a su vez forman parte de la cordillera Ártica.
El nombre de la montaña proviene de Thor, el dios nórdico del trueno.

## Geología
Esta montaña está formada por granito macizo. La roca que forma esta formación se ha metamorfoseado varias veces a lo largo de la historia de la Tierra, lo que ha provocado que esta capa granítica sea empujada a través de otras capas. La edad de la roca oscila entre 570 millones de años y 3500 millones de años (Precámbrico), lo que la convierte en una de las rocas más antiguas de la Tierra.
El pico y la caída vertical en sí son producto de la erosión glaciar, tallada durante milenios por la actividad glacial estacional a través del paso Akshayuk, en cuyo borde se asienta esta montaña. Como otros canales glaciares, este paso tiene la característica forma de U que le da a la montaña su caída vertical.